# Взмахи. Сборник Пролеткульта
«Взмахи. Сборник Пролеткульта» — литературно-художественный сборник, издававшийся в 1919—1920 годах в Саратове. Вышло всего 2 сборника. В издание входила поэзия и проза пролетарского направления.

## Характеристика
Поэзия Пролеткульта имела внутреннее сходство поэзии Пролеткульта с авангардной поэтической системой, где отождествлялась совокупность знаков с социофизическим бытием. Для системы Пролеткульта совпадение реальности и текста оказывалась верным на любых уровнях. Литература была призвана прежде всего отражать жизнь пролетариата. Культура воспринималась орудием борьбы пролетариата наравне с политической, экономической и кооперативной формами движения. Слово уравнивалось с «делом», что можно увидеть в стихотворении «Нашим борцам» Просковьи Тепловой.
Согласно авторам, печатавшимся в альманахе, «великий перелом», революция, начинается со слов. В текстах утверждаются мотивы, связанные с «коллективностью» и «массовостью». Альманах Саратовского Пролеткульта был своеобразным глашатаем и проповедником новой культуры.
Номер 2-го сборника «Взмахи» 1920 года был продан на аукционе за 240 долларов.
Наиболее полная характеристика и анализ малодоступного альманаха «Взмахи» можно найти в коллективной монографии «Губернская власть и словесность: литература и журналистика Саратова 1920-х годов» под редакцией Е. Г. Елиной, Л. Е. Герасимовой, Е. Г. Трубецковой.

## Содержание 1-го сборника
- 1. «Взмахи» — обложка работы художника Валентина Юстицкого
- 2. От литературной студии
- 3. Александровский, В. — «Набат, кричи громче» — стих
- 4. Блинков, Василий — «Люкша» — рассказ; «Поют» — набросок; «Казарма» — страничка прошлого
- 5. Винокуров, А. — «Песни машин», «Призыв», «Дети труда» — стихотворения
- 6. Крючков — «Андрей Черный» — очерк
- 7. Молодовский, К. — «Демосфен», «Африканская идиллия». «Матаня», «Муза» — стихотворения
- 8. Никитина, Шура — «Солнце», «Радость окраин» — стихотворения
- 9. Очкин, Н. — *** — стихотворение
- 10. Северный, А. — «Восставшим и восстающим», «В мир новый» — стихотворения
- 11. Смирнова, Нина — «Зеленый зов»,"Позументы сквозь дым" — стихотворения
- 12. Соловьев, А. — «Рождественская сказка» — стихотворение
- 13. Старов, И. — «Трилогия» — стихотворение
- 14. Строкова, Анна — «Мы обновить весь мир дерзаем», «О, Россия…», «Русь мятежная», «Революции», «Люблю я жизнь» — стихотворения; "«Захар Петрович» — рассказ; «Пролетариату», «О, поле, поле» — стихотворение
- 15. Теплова, Просковья — «Нашим борцам», «Темна и мрачна», «Тоннели вздвигаются» — стихотворения
- 16. Тоом, Лидия — «Проповедь», «Веселая», «Ночь и Смерть», «Весеннею ночью», «Океан», «Городу», «Стеклышко», «Полдень», «Полночь», «Горе» — стихотворения
- 17. Третьяков, А. — «На страже», «Уныние» — стихотворения
- 18. Ф. — П. — «Весна», «Минуло ненастье», «Песня волн» — стихотворения

Пролетсмех:
- 19. Репортер — «Лекция об искусстве»

Статьи:
- 20. Венин — «О человеке»
- 21. Тихонович — «Эмиль Верхарн»

Критика, отзывы, мелочи:
- 22. Л. Т. — «Еще слово о футуризме»
- 23. В. — «Василий Князев — Красное Евангелие»
- 24. Литературная студия — Межевов, В. Блинов и др.
- 25. О конференции Пролеткульта
- 26. Жизнь Пролеткульта

## Содержание 2-го сборника
- 1. Ф. И. Калинин — портрет
- 2. А. Коллонтай — Ф. И. Калинин
- 3. Рабочий. Творчество пролетариата
- 4. А. Мастерков — «Истопник», «В поле» — стихотворения
- 5. А. Мядзелец — «Пролетариату», «Печаль» — стихотворения
- 6. А. Мастерков — «Весна» — стихотворение
- 7. А. Строкова — «Прачка», «Торжество», *** — стихотворения
- 8. С. Засько — «Порабощенным всего мира» — стихотворение
- 9. П. Теплова — «На родине» — стихотворение
- 10. А. Винокуров — "На фронт, «Юные творцы» — стихотворения
- 11. А. Зирих — «Третий Интернационал» — стихотворение
- 12. И. Кузнецов — «Не жди» — стихотворение
- 13. А. Белов — *** — стихотворение
- 14. Гудок — «На завод» — стихотворение
- 15. Р. Фрост — «История революции» — стихотворение
- 16. А. Шапошников — «Поэтам огня», «Прочь!» — стихотворения
- 17. Л. Тоом — «Весною» — стихотворение
- 18. Д. Масленников — «Дума», «Маки» — стихотворения
- 19. Деревенский — «Ночью» — стихотворение
- 20. В. Блинков — «Обиженный» — стихотворение
- 21. Вен-ин — «Памяти поэта» — стихотворение
- 22. Нина Смирнова — «Из дневника» — стихотворение
- 23. А. Зирих — «Батрак» — стихотворение
- 24. Товарищ — «Метаморфоза» — стихотворение
- 25. Шапошников — «Экскурсия» — стихотворение
- 26. К. Вячек — *** — стихотворение
- 27. К. Проофьев — «Клич Бирючей»
- 28. Курет — «Художественной творчество»
- 29. Рисунки студии «Изо»
- 30. С. Полтавский — «Один из методов лит. худ. воспитания»
- 31. Хроника Пролеткульта. Материалы II Губконференции Пролеткульта. Международное бюро Пролеткульта. От редакции

## Цитаты
Прасковья Теплова. Нашим борцам / Взмахи: 2-й сборник Саратовского Пролеткульта, 1920 г.:

«То сила мощная куется,

На призыв ваших бодрых слов
Великий отзвук раздается
С равнин далеких, гор, углов…»

Прасковья Теплова. Темна и мрачна, жутка и холодна дорога… / Взмахи: 2-й сборник Саратовского Пролеткульта, 1920 г.:

«И слышно заговорил глухой голос, и в его шепоте стало нарастать что-то огромное, общее, грозное, как надвигающаяся туча. И вдруг разразилась странным звуком, и треском, и казалось, что во мраке кто-то идет. Идет властный, могучий… Что-то крикнуло, и вырвалось наружу, вспыхнуло и покатилось из края в край. Оно росло с сокрушающей силой и стремительной быстротой. И в своем стихийной движении уничтожало за собой все потайное, зловластвующее, возмещая вековую обиду».

А. Винокуров. «Юные творцы» / Взмахи: 2-й сборник Саратовского Пролеткульта, 1920 г.:

«Давили долго нас в подвалах каменных,

Из горла кровь лилась средь стона, мук.
Рвалася молодость в порывах пламенных
На волю вольную из цепких рук».

А. Строкова. «Революции»:

«О милая,
Зачем-же я
Люблю тебя,
Постылая?
Пустая,
Сухожилая,
Революция
Хилая
Корявая,
Кровавая,
И лживая,
И правая…»

Н. Очкин. Стихотворение

«Вот уж и целый год за нами -
Год славный… Год красный как кровь -
Год битвы упорной с врагами
За братскую жизнь и любовь».